# Kyiv Open
Il Kyiv Open è stato un torneo professionistico di tennis giocato sulla terra rossa che faceva parte dell'ATP Challenger Tour. Si è disputato nel solo 2021 al Tennis Park di Kiev, in Ucraina con un montepremi di 52 080 dollari, nella categoria Challenger 80. È stato il primo torneo Challenger disputato in Ucraina dal 2008.

## Albo d'oro

### Singolare
| Anno | Campione         | Finalista      | Punteggio |
| ---- | ---------------- | -------------- | --------- |
| 2021 | Franco Agamenone | Sebastián Báez | 7–5, 6–2  |

### Doppio
| Anno | Campioni                         | Finalisti                          | Punteggio |
| ---- | -------------------------------- | ---------------------------------- | --------- |
| 2021 | Orlando Luz Oleksandr Nedovjesov | Denys Molčanov Serhij Stachovs'kyj | 6–4, 6–4  |